# Sundamys annandalei
Sundamys annandalei  (Bonhote, 1903) è un roditore della famiglia dei Muridi diffuso nell'Ecozona orientale.

## Descrizione

### Dimensioni
Roditore di medie dimensioni, con la lunghezza della testa e del corpo tra 145 e 220 mm, la lunghezza della coda tra 156 e 270 mm, la lunghezza del piede tra 35 e 40 mm, la lunghezza delle orecchie tra 18 e 23 mm e un peso fino a 250 g.

### Aspetto
La pelliccia è soffice e arruffata. Le parti superiori sono bruno-grigiastre, con una striscia più scura che si estende dal naso fino alla metà della schiena, mentre le parti ventrali sono bianche, con dei riflessi giallo pallidi. Le orecchie sono allungate e praticamente prive di peli. Le parti esterne delle zampe sono bruno-grigiastre. Le parti interne delle zampe anteriori sono bianche mentre di quelle posteriori sono marroni scure. I piedi sono marroni scuri. La coda è più lunga della testa e del corpo, è uniformemente nerastra e ricoperta di piccoli peli rigidi. Le femmine hanno 2 paia di mammelle pettorali e 2 paia inguinali. Il cariotipo è 2n=42 FN=58-60.

## Biologia

### Comportamento
È una specie notturna e semi-arboricola.

## Distribuzione e habitat
Questa specie è diffusa nella Penisola malese e Sumatra.
Vive nelle foreste secondarie di pianura e talvolta è catturata nelle piantagioni di albero della gomma. Non è stata mai osservata nelle foreste primarie.

## Tassonomia
Sono state riconosciute 2 sottospecie:
- S.a.annandalei: Penisola malese meridionale; Singapore;
- S.a.bullatus (Lyon, 1908): Sumatra centro-orientale; isole lungo la costa orientale di Sumatra: Rupat e Padang.

## Conservazione
La IUCN Red List, sebbene sia probabilmente in declino a causa della conversione del proprio habitat in zone agricole, classifica S.annandalei come specie a rischio minimo (Least Concern).